# Aflorimentul din blocul Soloneț

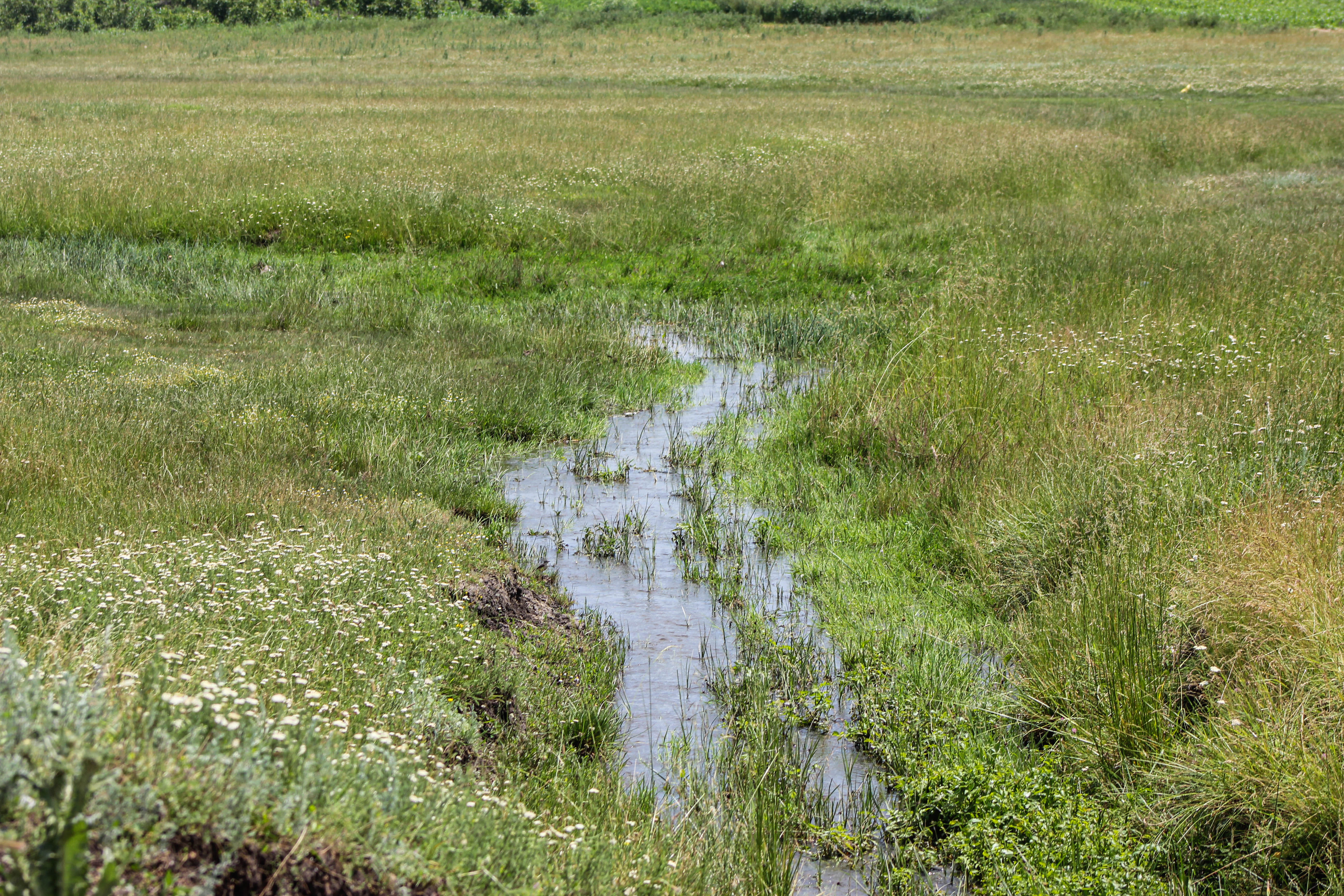
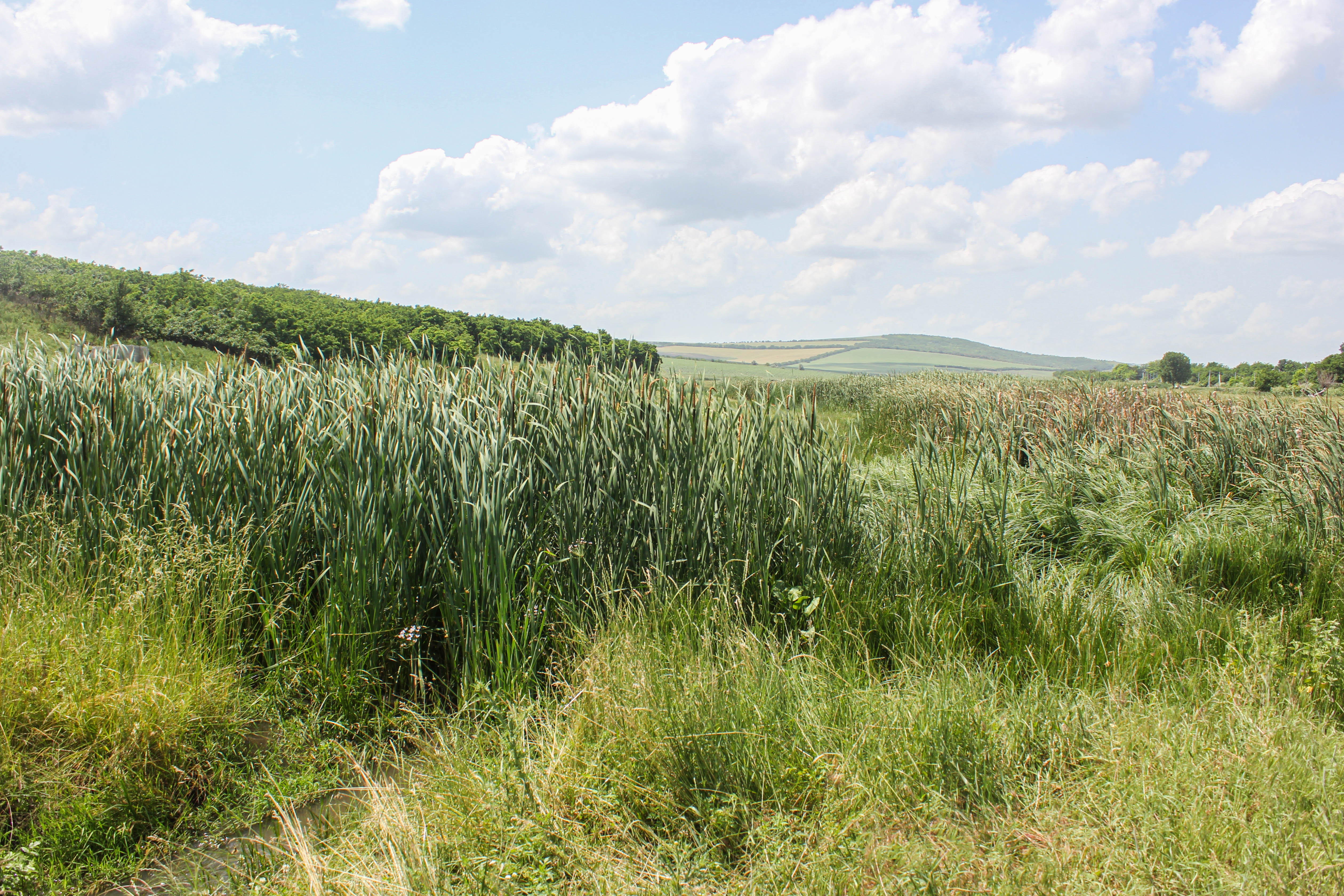
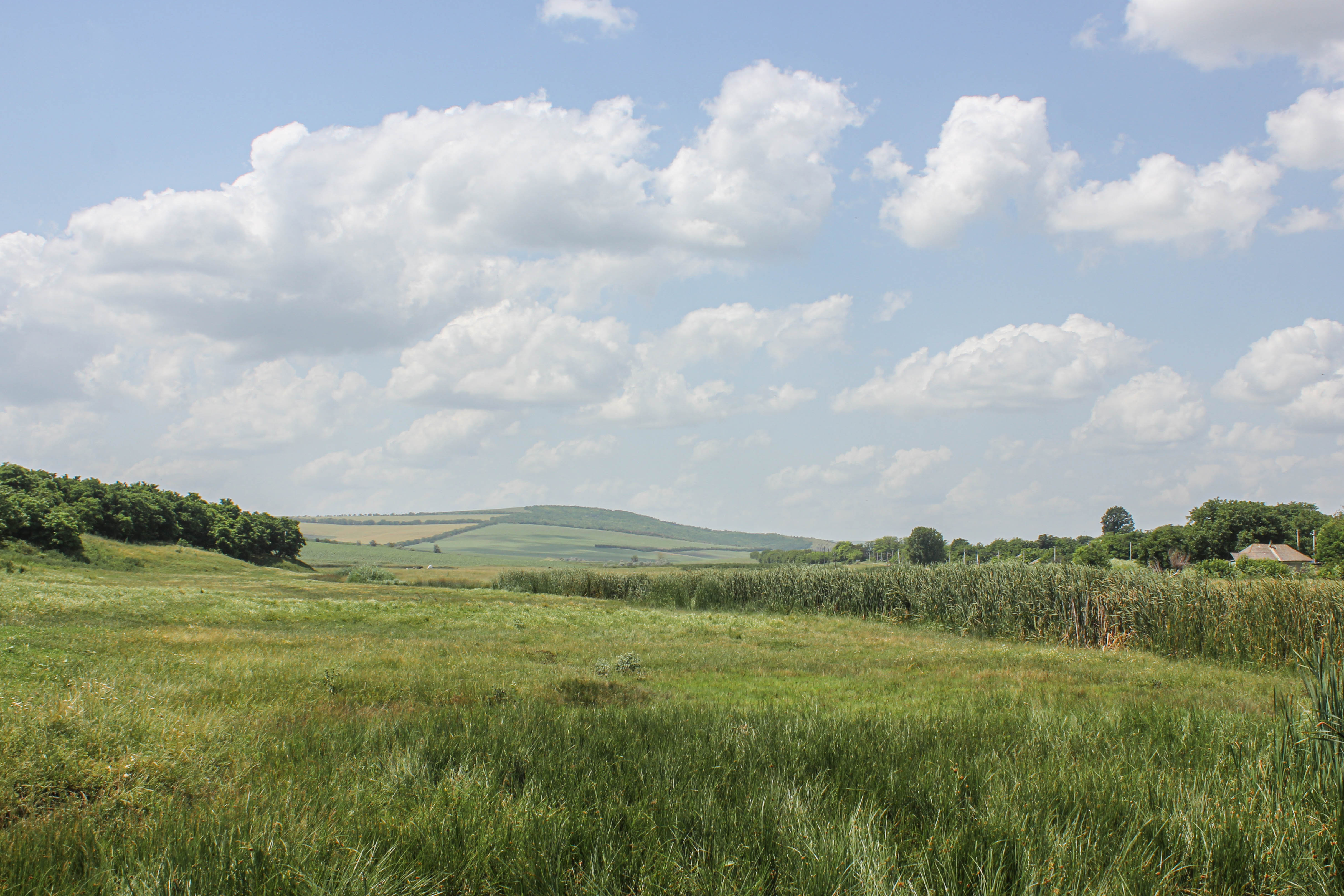
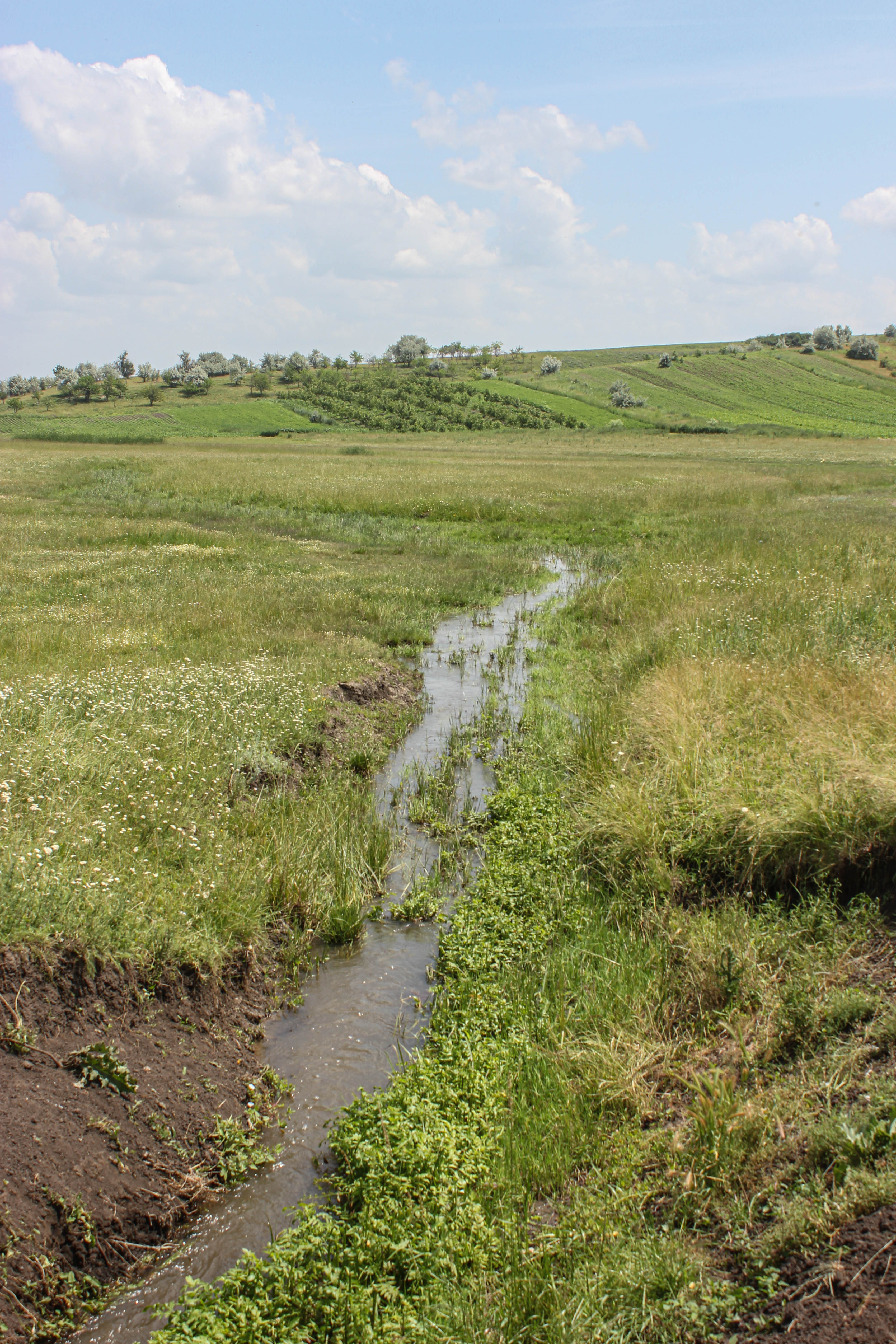

Aflorimentul din blocul Soloneț este un monument al naturii de tip geologic sau paleontologic în raionul Sîngerei, Republica Moldova. Este amplasat în preajma satului Gura-Oituz, lângă punctul trigonometric 297 m. Are o suprafață de 15 ha. Obiectul este administrat de Primăria comunei Bălășești.